# Operation Flashpoint
Operation Flashpoint (также ARMA: Cold War Assault) — серия видеоигр жанра тактический шутер и симулятор военных действий, разработанная чешской студией Bohemia Interactive.

## История
Первая игра Operation Flashpoint: Cold War Crisis вышла в 2001 году, а в 2002 году вышли дополнение к ней Resistance и Red Hammer. Они были разработаны компанией Bohemia Interactive и изданы компанией Codemasters.
В 2005 году отношения компаний Codemasters и Bohemia Interactive Studio разладились, начались судебные споры, вследствие чего права на движок игры остались у Bohemia Interactive, а бренд «Operation Flashpoint» достался Codemasters. В связи с этим, начиная с 2006 года Bohemia Interactive выпускает сиквелы, меняя название серии на ArmA: ArmA: Armed Assault, ArmA 2 и ArmA 3 без участия Codemasters. В свою очередь Codemasters, в 2009 году выпустила игру Operation Flashpoint: Dragon Rising, однако заявлялось, что она не является сиквелом предыдущих игр, а в 2011 Codemasters выпустила игру Operation Flashpoint: Red River.

## Список игр
| Год  | Название                              | Разработчик         |
| ---- | ------------------------------------- | ------------------- |
| 2001 | Operation Flashpoint: Cold War Crisis | Bohemia Interactive |
| 2002 | Operation Flashpoint: Red Hammer      | Bohemia Interactive |
| 2002 | Operation Flashpoint: Resistance      | Bohemia Interactive |
| 2009 | Operation Flashpoint: Dragon Rising   | Codemasters         |
| 2011 | Operation Flashpoint: Red River       | Codemasters         |